# 馬拉區 (科塔班巴斯省)
14°05′06″S 72°06′29″W / 14.08500°S 72.10806°W
馬拉區（西班牙語：Distrito de Mara），是秘魯的一個區，位於該國南部阿普里馬克大區的科塔班巴斯省，始建於1857年1月2日，面積224.2平方公里，海拔高度3,770米，2005年人口6,374，人口密度每平方公里28人。